# Бойл, Джон Эндрю
Джон Эндрю Бойл (англ. John Andrew Boyle, 1916—1978) — британский востоковед.

## Биография
Родился в городке Вустер-Парк, Суррей, Англия. Его отец был издателем, редактором, переводчиком, служил консулом Боливии в Бирмингеме. В местном университете Эндрю защитил дипломную работу по немецкому языку, а затем изучал восточные языки в университетах Берлина и Гёттингена. В 1939 году он стал научным сотрудником Школы востоковедения и африканистики Лондонского университета, где его наставником был Владимир Минорский. Во время Второй Мировой войны после короткого периода службы в Корпусе королевских инженеров он был принят в Форин-офис, где работал до 1950 года. В том же году он был назначен старшим преподавателем персидского языка Манчестерского университета, в котором, за исключением года проведённого в качестве приглашённого профессора в Университете Беркли, США, он проработал до конца своей жизни, получив звания successively reader (1959) и профессор иранистики (1966).
Заслуги Эндрю Бойла в иранистике были признаны в 1958 году, когда он стал единственным европейцем, получившим иранский орден первого класса (Iranian order of Sepās).
В 1958 году подготовил к изданию комментированный перевод «История завоевателя мира» Джувейни (переизд. 1997; рус. пер. 2004).

## Труды
- The history of the world-conqueror / 'Ala-ad-Din 'Ata-Malik Juvaini. — Manchester : Manchester University Press, 1958.
- Grammar of modern Persian / by John Andrew Boyle. Wiesbaden : Harrassowitz, 1966 (Porta linguarum orientalium ; N.S., 9).
- The successors of Genghis Khan / Rašīd-ad-Dīn Faḍlallāh. — New York [u.a.] : Columbia University Press, 1971.
- The Cambridge history of Iran / [Board of ed. A. J. Arberry …] Vol. 5: The Saljuq and Mongol periods / ed. by J. A. Boyle. Cambridge University Press, 1968.
- The Ilāhī-Nāma or Book of God of Farīd al-Din ʿAṭṭār / translated from the Persian by John Andrew Boyle. With a foreword by Annemarie Schimmel. Manchester University Press, 1976 (Persian heritage series).
- The Mongol World Empire : 1206—1370 Архивная копия от 4 марта 2016 на Wayback Machine / John Andrew Boyle. London : Variorum Reprints, 1977 (Collected studies series ; 58).